# Kahiser Lenis
Kahiser Lenis, né le 23 juillet 2001 à Panama au Panama, est un footballeur international panaméen, qui joue au poste d'ailier gauche aux Jaguares de Córdoba.

## Biographie

### Carrière en club
Né à Panama au Panama, Kahiser Lenis joue notamment pour l'AD Santa Rosa au Costa Rica avant de rejoindre en 2020 l'Espagne pour s'engager avec le CD Alcalá. Il fait ensuite son retour au Panama en rejoignant le CA Independiente de La Chorrera en janvier 2021.
En janvier 2022, Kahiser Lenis rejoint le Sporting San Miguelito. Il joue son premier match avec ce club le 5 février 2022 en entrant en jeu face au Tauro FC, en championnat (3-3 score final).
Le 17 février 2023, Kahiser Lenis rejoint le club colombien des Jaguares de Córdoba.
Lenis inscrit son premier but pour les Jaguares le 19 février 2024, lors d'une rencontre de championnat face au Once Caldas, en championnat. Titulaire, il participe à la victoire de son équipe par trois buts à zéro,. Le 1 mars 2024, Lenis est l'auteur d'un nouveau but en championnat, contre l'Envigado FC. Titulaire, il ouvre le score au bout de huit minutes de jeu, mais les deux équipes se neutralisent (2-2 score final).

### En sélection
Kahiser Lenis est convoqué pour la première fois avec l'équipe nationale du Panama par le sélectionneur Thomas Christiansen en août 2023. Il honore sa première sélection lors de ce rassemblement, le 27 août 2023 contre la Bolivie. Il est titularisé et se fait remarquer en inscrivant ses deux premiers buts en sélection, permettant à son équipe de s'imposer par deux buts à un,,.
En juin 2024, Kahiser Lenis figure dans la liste des joueurs panaméens retenus par Thomas Christiansen pour participer à la Copa América 2024.